# Доходный дом Клавиня
Доходный дом Клавиня по адресу улица Александра Чака, 26 — памятник рижского модерна 1905 года, одно из первых в Риге сооружений в зарождающемся стиле латышского национального романтизма. Проект шестиэтажного доходного дома с магазином создан в мастерской Константина Пекшена с участием Эйжена Лаубе, тогда ещё молодого его ученика, который непосредственно разрабатывал выразительный асимметричный фасад здания.
Яркой внешней особенностью строгого в целом фасада, выдержанного в серых тонах, стало сочетание разных типов штукатурной отделки, разделённых ломаной линией, — фактурной тёмной и гладкой светлой. Разбросанные как бы в случайных местах яркие орнаментальные вставки несколько утоплены относительно стены. Характерные для модерна геометрические композиции выдержаны в стиле латышского национального узора. На простенке между окнами пятого этажа в квадратной нише золотыми буквами выложено «Mans nams — mana pils» (Мой дом — моя крепость). Шестиугольные окна оригинальной скошенной формы, отсылающие к формам деревянной архитектуры Латвии, являются одной из канонических черт северного модерна в его рижской вариации.